# José Zevallos
José Zevallos (Ica, 13 de enero de 1999) es un futbolista peruano. Juega de lateral derecho y su equipo actual es Cusco FC de la Liga1 de Perú.

## Trayectoria
Fue formado en las divisiones menores de Universitario de Deportes, club al que llegó desde su natal Ica a los 14 años para vivir en el Estadio Lolo Fernández de Breña. Ha jugado la Copa Federación y el Torneo de Promoción y Reserva donde fue observado por Pedro Troglio y lo invitó a entrenar con el plantel principal. Asimismo, el chileno Nicolás Córdova fue el encargado de hacerlo debutar contra Sport Huancayo en Huancayo de lateral izquierdo. Aquel año alternó en seis partidos ante la habitual convocatoria de Aldo Corzo a la selección nacional.
En 2019 alternó en cuatro partidos y se le renovó el contrato hasta finales de 2022. En el año 2020 jugó seis partidos, siendo habitual en el banco de suplentes. Su primer partido en 2021 lo disputó en la segunda fecha frente a la Academia Cantolao. En el año 2021 contó con bastante continuidad, pero sin lograr destacar. Jugó un total de 13 partidos entre torneo local y la Copa Libertadores. Su debut en 2022 fue contra Sporting Cristal en el Estadio Monumental, anotando su primer gol como profesional.

## Selección nacional
Ha sido internacional con la selección de fútbol del Perú en la categoría sub-20, con la cual disputó el Campeonato Sudamericano de Fútbol Sub-20 de 2019 realizado en Chile.

## Estadísticas

### Clubes
Actualizado de acuerdo al último partido jugado el 20 de septiembre de 2023.
| Universitario de Deportes · Perú | 1.ª           | 2018          | 6  | 0 | — | — | — | — | 6  | 0 |
| Universitario de Deportes · Perú | 1.ª           | 2019          | 4  | 0 | 4 | 0 | — | — | 8  | 0 |
| Universitario de Deportes · Perú | 1.ª           | 2020          | 6  | 0 | — | — | — | — | 6  | 0 |
| Universitario de Deportes · Perú | 1.ª           | 2021          | 17 | 0 | 1 | 0 | 3 | 0 | 21 | 0 |
| Universitario de Deportes · Perú | 1.ª           | 2022          | 5  | 1 | — | — | 0 | 0 | 5  | 1 |
| Universitario de Deportes · Perú | Total club    | Total club    | 38 | 1 | 5 | 0 | 3 | 0 | 46 | 1 |
| Ayacucho F. C. · Perú            | 2.ª           | 2023          | 23 | 2 | — | — | — | — | 23 | 2 |
| Ayacucho F. C. · Perú            | Total club    | Total club    | 23 | 2 | 0 | 0 | 0 | 0 | 23 | 2 |
| Total carrera                    | Total carrera | Total carrera | 61 | 3 | 5 | 0 | 3 | 0 | 69 | 3 |
| 1. 2.                            |               |               |    |   |   |   |   |   |    |   |

## Palmarés

### Títulos nacionales
| Título          | Club                      | País | Año  |
| --------------- | ------------------------- | ---- | ---- |
| Torneo Apertura | Universitario de Deportes | Perú | 2020 |